# 하늘의 용사 스카이서퍼
《하늘의 용사 스카이서퍼》(영어: Skysurfer Strike Force 스카이서퍼 스트라이크 포스[*])는 루비 스피어스 프로덕션과 프로덕션 리드가 제작한 미일 합작 애니메이션 시리즈이다. 이 애니메이션은 1990년대 중반에 시즌 2(총 26개 에피소드)까지 지속되었다.
대한민국에서는 KBS에서 1995년부터 1996년까지 방영되었다.

## 등장인물

### 스카이서퍼
- 잭 홀리스터
- 미키 플래니건
- 킴벌리 사카이
- 네이선 제임스
- 브래드 라이트